# Attaque des Houthis contre l'aéroport de Tel Aviv en 2025
Le 4 mai 2025, les Houthis au Yémen ont tiré un missile balistique sur Tel-Aviv-Jaffa, en Israël, touchant le périmètre du terminal principal de l'aéroport Ben Gourion tout en laissant un cratère et endommageant une route et un véhicule. Le système de défense israélien n’a pas réussi à abattre le missile, malgré plusieurs tentatives pour l’intercepter. Huit personnes ont été blessées, dont deux alors qu’elles se dirigeaient vers un abri. L'attaque a provoqué l'arrêt du trafic aérien et l'annulation des vols de plusieurs grandes compagnies aériennes pendant quelques jours,. L' Autorité aéroportuaire israélienne a déclaré que c'était la première fois qu'un missile atterrissait si près du principal aéroport d'Israël.

## Contexte
Depuis octobre 2023, les Houthis ciblent les navires en mer Rouge et lancent des attaques de missiles balistiques et de drones sur des villes israéliennes – y compris une attaque de drone réussie sur Tel Aviv en juillet 2024 – en solidarité avec les Palestiniens pendant la guerre de Gaza. Le groupe a cessé ses attaques après le cessez-le-feu de 2025, mais les a reprises dès qu'Israël a rompu la trêve. En mars 2025, les États-Unis, sous l’administration Trump, ont lancé des frappes aériennes et navales à grande échelle contre des cibles houthies au Yémen.

## Attaque
Dans la matinée du 4 mai 2025, un missile balistique hypersonique houthi — dont les Houthis prétendent qu'il est doté d'une technologie furtive — d'une portée de 2150 kilomètres et une vitesse seize fois supérieure à celle du son — a été lancé à Tel Aviv. Malgré plusieurs tentatives israéliennes pour l'intercepter en utilisant le système avancé THAAD de fabrication américaine et son système de défense Arrow, ils n'ont finalement pas réussi à abattre le missile. Le missile a atterri près du terminal principal de l'aéroport Ben Gourion, laissant un énorme cratère tout en endommageant une route et un véhicule. Huit Israéliens ont été blessés. Des images ont montré des conducteurs sur une route s'arrêtant au moment où le missile atterrissait, créant un panache de fumée noire près de l'aéroport. Les forces de défense israéliennes ont imputé le succès du missile Houthi à « un problème technique avec l'intercepteur lancé vers le missile », bien qu'elles aient déclaré n'avoir constaté « aucun dysfonctionnement » dans la procédure de détection.
L'attaque a entraîné une brève suspension des vols à l'aéroport, certains ayant dû être redirigés. Toutes les entrées de l'aéroport ont été temporairement fermées tandis que les voyages en cours vers le pays ont été interrompus. Plusieurs grandes compagnies aériennes ont annoncé qu'elles annulaient leurs vols pendant quelques jours, notamment British Airways, Lufthansa, Air Europa, Air France, SWISS, Austrian Airlines, Brussels Airlines, Ryanair et Wizz Air.

## Analyse
Amir Bar Shalom, analyste des affaires militaires à la radio de l'armée israélienne, a déclaré que l'attaque au missile était « très précise si vous la lancez à 2000 kilomètres, c'est impressionnant » et que « vous devez prendre cette menace au sérieux ».

## Conséquences
Le lendemain de l'attaque, l'armée de l'air israélienne a commencé à bombarder des cibles à Al-Hodeïda avec plus de 30 avions, attaquant neuf cibles Houthis en utilisant environ 50 munitions. Parmi les cibles de l'attaque figurait l'usine de ciment Bajil, à l'est de la ville. Des rapports en provenance du Yémen indiquent qu'il y a eu des morts et des blessés dans l'usine de ciment. Les médias liés aux Houthis ont rapporté que deux personnes ont été tuées et 42 autres blessées. Selon une source de sécurité israélienne : « Nous avons détruit le port de Hodeidah et les usines de béton qui étaient utilisées pour la fabrication d'armes. »,,. Le lendemain, Israël a bombardé l'aéroport international de Sanaa, le désactivant de fait.

## Réactions
- Le mouvement Houthis a revendiqué la responsabilité de l'attaque « en rejet » du « génocide à Gaza » par Israël. Le porte-parole houthi Yahya Saree a déclaré dans une allocution télévisée que l'aéroport Ben Gourion « n'était plus sûr pour les voyages aériens » et que « les systèmes de défense américains et israéliens n'ont pas réussi à intercepter le missile visant » l'aéroport[2],[3]. Un haut responsable houthi, Muhammad al-Bahithi, a affirmé que l'attaque au missile hypersonique sur l'aéroport était « la preuve de notre capacité à frapper des sites fortifiés en Israël »[8]. Plus tard, les Houthis ont annoncé qu'ils imposeraient « un blocus aérien complet » sur Israël en ciblant à plusieurs reprises ses aéroports[2].
- Israël : Le Premier ministre Benjamin Netanyahu a promis de répondre à l'attaque « au moment et à l'endroit de notre choix, à leurs maîtres du terrorisme iraniens » et a ajouté que « les États-Unis, en coordination avec nous, agissent également contre eux »[3]. Le ministre de la Défense Israel Katz a également menacé : « Quiconque nous attaque, nous le frapperons sept fois plus fort », faisant apparemment référence à la Torah[1]. Israël a lancé des frappes aériennes sur le Yémen le lendemain[11].
- États-Unis : Après l'attaque, James Hewitt, du Conseil de sécurité nationale des États-Unis, a déclaré que l'armée américaine continuerait ses attaques contre les Houthis et que « l'administration Trump reste déterminée à mettre fin aux capacités des Houthis à entraver la liberté de navigation en mer Rouge »[14]. Le même jour, les forces américaines ont frappé une zone au sud de Sanaa avec trois attaques aériennes[14]. Malgré cela, les États-Unis ont conclu un accord de cessez-le-feu avec les Houthis le 6 mai 2025[15].
- Hamas : Le Hamas a salué l'attaque, qualifiant le Yémen de « jumeau de la Palestine, car il continue de défier les forces les plus brutales de l'oppression, refusant la soumission ou la défaite malgré l'agression à laquelle il fait face »[3].
- Iran : L'Iran a nié toute responsabilité dans l'attaque Houthis contre Israël[15]. En réponse aux menaces de tenir l'Iran responsable des actions des Houthis, le ministre iranien de la Défense Aziz Nasirzadeh a averti que l'Iran ciblerait les bases, les intérêts et les forces des États-Unis et d'Israël en cas d'attaque[9]. Les médias iraniens ont salué la frappe de missile houthie comme une victoire majeure[16].